# Савченко, Надежда Викторовна

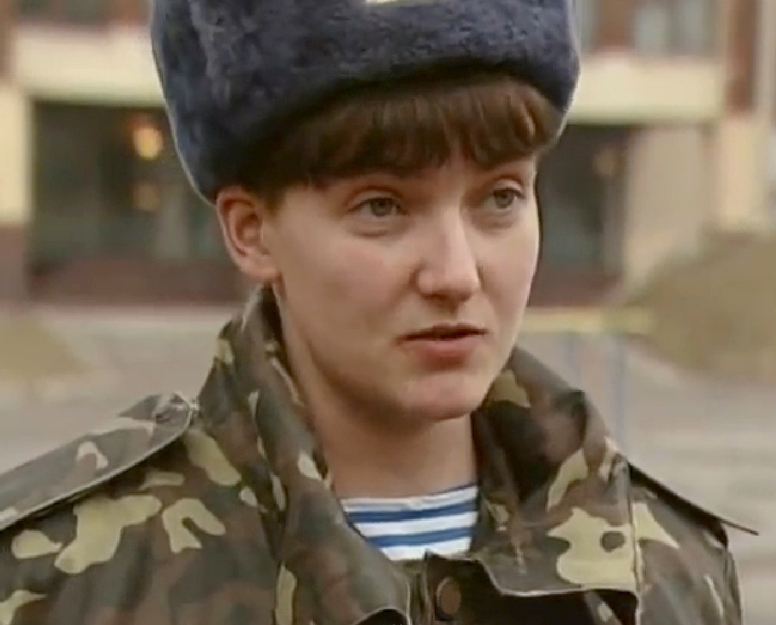
Надежда Савченко, 2015 год

Наде́жда Ви́кторовна Са́вченко (укр. Надія Вікторівна Савченко; род. 11 мая 1981, Киев) — украинский государственный и политический деятель. Герой Украины (2015).
Депутат Верховной Рады Украины VIII созыва с 27 ноября 2014 по 29 августа 2019. Представитель постоянной делегации Украины в ПАСЕ с 25 декабря 2014 по 22 декабря 2016.
Военнослужащая Вооружённых сил Украины в отставке, капитан, штурман-оператор вертолёта Ми-24 3-го отдельного полка армейской авиации.
Савченко получила известность после того, как при неясных обстоятельствах оказалась в российском СИЗО в Воронеже. Осуждена Донецким городским судом Ростовской области «за причастность к убийству журналистов ВГТРК» 17 июня 2014 года под Луганском и приговорена к 22 годам лишения свободы. Помилована указом президента РФ от 25 мая 2016 года. Признана правозащитными организациями политзаключённой в 2015 и 2016 годах.
С 25 декабря 2014 по 22 декабря 2016 года являлась членом постоянной делегации Украины в ПАСЕ.
22 марта 2018 года арестована СБУ в здании Верховной рады Украины по подозрению в организации госпереворота и терактов. По решению суда 16 апреля 2019 года освобождена из под стражи.
26 января 2019 года выдвинута кандидатом в президенты Украины на съезде партии «Общественно-политическая платформа Надежды Савченко». Савченко заявила о намерении дать особый статус всем территориальным общинам на Украине для урегулирования конфликта в Донбассе. Она считает, что изменение административного устройства в пределах унитарной, соборной и неделимой Украины является процессом реальной децентрализации и созданием мощного муниципалитета как основы государства. Кроме того, Надежда Савченко предложила лишить парламентариев неприкосновенности, внедрить механизм импичмента президента и создать новую Конституцию с учётом современных потребностей общества. 8 февраля 2019 года, при неясных обстоятельствах, Савченко решением ЦИК Украины было отказано в регистрации кандидатом на пост Президента Украины.

## Семья
Отец — Виктор Григорьевич Савченко (1 января 1929 — 5 марта 2003) — инженер по сельскохозяйственной технике, был коммунистом, любил мотоциклы, любовь к мотоциклам передал дочери Надежде, какое-то время как специалист принадлежал к советской партийной номенклатуре, во время Великой Отечественной войны работал на Киевском патронном заводе).
Дед — Григорий Савченко работал в Аргентине и в советском колхозе.
Мать — Мария Ивановна Савченко (род. 29 марта 1938) — работала швеёй, вышла замуж в 42 года, её семья была раскулачена и сослана на Колыму, четверо братьев матери погибли на фронте, двое дошли до Берлина в составе Белорусского фронта и Украинского фронта.
Сестра — Вера Викторовна Савченко (род. 12 января 1983) — по профессии архитектор, окончила Киевский национальный университет архитектуры и строительства, в 2018 году окончила Национальную академию государственного управления при Президенте Украины, в 2014 и 2019 годах баллотировалась в народные депутаты Украины, но депутатом не стала, работала помощником-консультантом народного депутата.

## Биография
Надежда Викторовна Савченко родилась 11 мая 1981 года в Киеве.
С детства мечтала стать пилотом боевых самолётов. Училась в киевской школе № 238 с украинским языком преподавания, говорила только на украинском языке.
После окончания киевской школы № 238 получила специальность модельера-дизайнера, после чего год училась на факультете журналистики Киевского национального университета. Затем поступила по контракту в ряды Вооружённых сил Украины, начав службу в железнодорожных войсках радисткой. Когда формировался первый контрактный батальон аэромобильных войск, подписала контракт на службу в 95-й аэромобильной бригаде в Житомире.
В 2004—2005 годах в составе украинского контингента принимала участие во вторжении в Ирак коалиционных сил, где прослужила шесть месяцев стрелком 3-й роты 72-го отдельного механизированного батальона. После возвращения из Ирака поступила в Харьковский университет Воздушных Сил, на что получила разрешение лично от министра обороны Украины Анатолия Гриценко. Дважды её отчисляли из университета как «непригодную к вылетам в качестве лётчика», но она дважды восстанавливалась и в 2009 году закончила обучение как штурман. В качестве штурмана она обучалась по классу фронтового бомбардировщика Су-24, однако в конце обучения её направили на другую машину — вертолёт Ми-24. После окончания университета проходила службу штурманом-оператором Ми-24 3-го отдельного полка армейской авиации Вооружённых сил Украины в городе Броды. Имеет 170 часов налёта и 45 прыжков с парашютом.
В 2013 году Надежда Савченко, будучи старшим лейтенантом Вооружённых сил Украины, приняла участие в телешоу Битва экстрасенсов — она была спрятана на территории, а экстрасенсы пытались её найти.
16 июня 2016 года Министерство обороны Украины заявило, что Надежда Савченко уволена с военной службы в запас в 2014 году приказом министра обороны Украины от 10 ноября 2014 года в связи с проведением организационных мероприятий.

## Участие в боевых действиях на востоке Украины
Ездила в зону вооружённого конфликта на востоке Украины в 2014 году в отпуск, была в аэропорту Краматорска вместе с украинскими военными. Позже принимала участие в боевых действиях в качестве добровольца батальона «Айдар» с позывным «Пуля», оставаясь действующим офицером ВСУ. По собственным словам, занималась обучением сослуживцев.
По её высказываниям, она выносила с поля боя раненых во время боёв у посёлка Металлист под Луганском, когда 18 или 19 июня 2014 года батальон «Заря» взял её в плен. В дальнейшем защита заявила, что Савченко была захвачена боевиками 17 июня, незадолго до гибели журналистов, что подтвердил командир «Айдара» Сергей Мельничук.
22 июня 2014 года сестра Надежды Вера Савченко сообщила, что сепаратисты вышли с ней на связь, желая обменять Надежду на четырёх своих пленных соратников. Сообщалось также, что они перевезли Надежду из Луганска в Донецк.

## Нахождение на территории России

### Версия украинской стороны
8 июля 2014 года стало известно, что со 2 июля Надежда Савченко находится под стражей в России в одиночной камере в следственном изоляторе города Воронежа. По словам Савченко, её сначала отвезли в Луганск, а затем в Красный Луч, после чего транспортировали в Богучар Воронежской области России. По словам сестры Савченко, её вывозил в Россию лично министр обороны ЛНР Игорь Плотницкий.
В тот же день, 8 июля, президент Украины Пётр Порошенко дал распоряжение Министерству иностранных дел и Генеральной прокуратуре Украины принять меры относительно возвращения Надежды Савченко, «захваченной террористами» и «незаконно вывезенной в Российскую Федерацию», на Украину.
По мнению украинской стороны, имеются основания подозревать, что она была незаконно вывезена в Россию в результате сговора сепаратистов и российских спецслужб.
По словам самой Савченко, она была насильственно вывезена с территории Украины — с мешком на голове и в наручниках; на территории РФ похитители передали её «лицам в камуфляжной форме».
29 октября второй адвокат Савченко Николай Полозов сообщил, что после просмотра телепередачи Савченко заявила, что опознала в лидере ЛНР Игоре Плотницком одного из своих похитителей, руководившего её передачей сотрудникам ФСБ на границе Украины и России.
30 октября 2014 года Генеральная прокуратура Украины обвинила Игоря Плотницкого и гражданина РФ Александра Попова в похищении украинской лётчицы Надежды Савченко. Согласно информации прокуратуры, 17 июня 2014 года они совершили нападение на батальон «Айдар», захватили в плен Савченко и вывезли лётчицу в Луганск, где несколько дней её допрашивали в здании областного военного комиссариата, и 23 июня её с вооружённым сопровождением вывезли с Украины. Дело возбуждено по части 3 статьи 146 УК Украины (незаконное лишение свободы или похищение человека), части 2 статьи 258 (террористический акт) и части 3 статьи 332 (незаконная переправка лиц через государственную границу Украины).
В ходе второго допроса в феврале 2016 года Надежда Савченко опознала одного из участников процедуры её выдачи в РФ. Им оказался Павел Карпов, которого СМИ называли куратором представителей правых движений в администрации президента под руководством Владислава Суркова (в частности — БОРН). В качестве доказательств предъявлялись записи переговоров, где, по словам защиты, были записаны Карпов и глава ЛНР Валерий Болотов. В Донбассе Карпов дослужился до помощника Болотова, после отставки которого вернулся в Москву в августе 2014 года. Причиной поездки называл научный интерес из-за интереса собственных клиентов к этому конфликту. Просьба защиты привлечь Карпова в качестве свидетеля была отклонена судьёй.

### Версия российской стороны
9 июля 2014 года представитель Следственного комитета России Владимир Маркин заявил, что Савченко пересекла российско-украинскую границу самостоятельно под видом беженца без документов и была задержана на территории РФ в соответствии с российским законодательством, как подозреваемая по уголовному делу об убийстве российских журналистов.
24 июля начальник Управления по расследованию преступлений, связанных с применением запрещённых средств и методов ведения войны, СК РФ А. Дрыманов заявил, что «по материалам дела, насильно в Россию её никто не вывозил». Далее он пояснил, что она была задержана сотрудниками полиции, когда ехала на такси по Воронежской области. К сказанному он также добавил, что цель визита Савченко в Россию, границу которой она пересекла как беженка, ещё требует прояснения.
Глава следственного комитета России Александр Бастрыкин 8 сентября 2015 года в интервью изданию «Российская газета» заявил, что следствие располагает сведениями, что Надежда Савченко провела в России 3 дня до своего задержания, и даже лично подала в это время заявление в ФМС России с просьбой выдать ей справку, подтверждающую личность.

## Уголовное преследование в России

### Обвинение в пособничестве в убийстве
9 июля 2014 года представитель Следственного комитета РФ Владимир Маркин сообщил, что Управление по расследованию преступлений, связанных с применением запрещённых средств и методов ведения войны СК РФ, предъявило Н. Савченко обвинение в пособничестве в убийстве журналистов Всероссийской гостелерадиокомпании Игоря Корнелюка и Антона Волошина. По версии следствия, участвуя в боевых действиях на востоке Украины в составе батальона «Айдар», она определила координаты группы журналистов и передала их украинским силовикам. В дальнейшем с использованием именно этих координат был произведён миномётный обстрел, вследствие которого погибли журналисты.

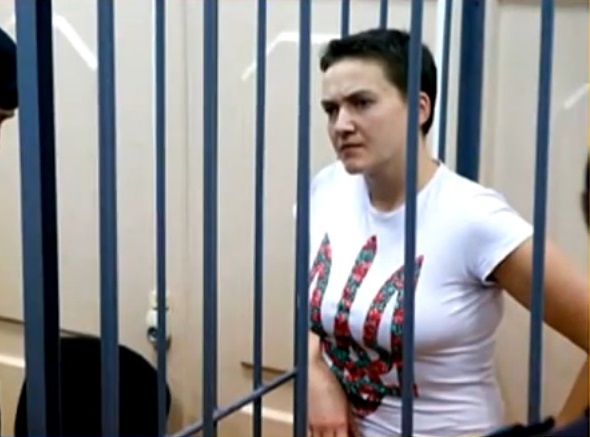
Надежда Савченко на заседании суда 10 февраля 2015 года

В. Маркин уточнил, что Н. Савченко обвиняется в совершении преступления, предусмотренного ч. 5 ст. 33, п.п. «а, б, е, ж, л» ч. 2 ст. 105 УК РФ (пособничество в убийстве двух и более лиц в связи с осуществлением служебной деятельности, общеопасным способом, по мотивам политической ненависти, совершённое группой лиц). Он также пояснил, что обвинение предъявлялось Савченко в присутствии адвоката и переводчика, а о факте задержания посольство Украины в России было уведомлено сразу же.
24 июля начальник Управления по расследованию преступлений, связанных с применением запрещённых средств и методов ведения войны СК РФ А. Дрыманов сообщил, что СК нашёл подтверждения вины Н. Савченко. По словам А. Дрыманова, её вина подтверждается, в частности, детализацией звонков, сделанных с её мобильного телефона, изъятого у неё во время задержания в России. Помимо этого, сказал Дрыманов, «у Савченко нашли карту местности, разбитую на квадраты, по которым и наносился артиллерийско-минометный огонь».

#### Заявления о наличии алиби

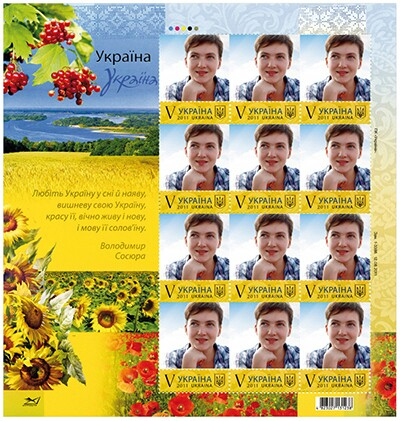
Блок почтовых марок в честь Надежды Савченко, 2015 год

Защита Надежды Савченко настаивает на том, что у неё есть алиби на момент гибели журналистов. Адвокаты военнослужащей получили от Службы безопасности Украины документы, подтверждающие, что она не могла быть причастной к гибели российских журналистов по той причине, что к тому моменту уже около часа находилась в плену. Такой вывод они делают, основываясь на биллинге телефонов Савченко и попавших под обстрел журналистов, а также заключения эксперта, исследовавшего видеозапись её задержания. Видеозапись задержания сделал гражданин России Егор Русский, командир разведвзвода луганского батальона «ЗАРЯ». В начале 2015 года адвокат Савченко Марк Фейгин в эфире украинского телеканала заявил о том, что именно Русский располагает доказательствами невиновности Савченко, на это заявление Русским было сделано видеообращение с опровержением этой информации. Впоследствии Русский самостоятельно приехал в Следственный Комитет России г. Донецк, Ростовской области и дал показания по этому делу, а 15 октября выступил в суде. Интересно, что только Егор Русский высказался о Надежде Савченко по ряду моментов в положительном ключе и сказал, что уважает её как солдата и что она достойна звания «Герой Украины».10 февраля 2015 года в защиту Савченко выступил бывший руководитель батальона «Айдар» Сергей Мельничук заявив, что это он корректировал огонь артиллерии, а не Надежда Савченко, как утверждает обвинение российского суда.

### Обвинение в незаконном пересечении госграницы
15 января 2015 года в отношении Савченко было заведено уголовное дело по обвинению в незаконном пересечении границы.
По словам адвоката Савченко Марка Фейгина, 24 апреля 2015 года Надежде предъявят официальное обвинение в незаконном пересечении границы России. Он назвал это обвинение «глумлением».

### Рассмотрение жалобы защиты
В соответствии с постановлением Новоусманского районного суда Воронежской области, Н. Савченко была заключена под стражу на срок до 30 августа. Однако, данное постановление было обжаловано защитой Савченко. 10 июля Воронежский областной суд, рассмотрев жалобу защиты, отклонил её и оставил в силе решение о заключении Н. Савченко под стражу.
В то же время областной суд признал, что Савченко не были вручены копии протокола и процессуальных документов на её родном (украинском) языке. В результате материалы были возвращены в районный суд для устранения нарушений. Во устранение указанных нарушений 15 июля Н. Савченко были вручены процессуальные документы по её делу на украинском языке.
Заседание суда проходило в закрытом режиме, в отсутствие прессы. Савченко во время заседания находилась в СИЗО города Воронежа, с которым из зала суда была установлена видеосвязь. Украинский дипломат также не был допущен на суд.
11 июля адвокатом Савченко в российском суде стал Марк Фейгин, ранее защищавший участниц группы Pussy Riot и активиста «Левого фронта» Л. Развозжаева.

### Посещение Савченко в СИЗО
10 июля Надежду Савченко посетил воронежский правозащитник, руководитель региональной общественной наблюдательной комиссии правозащитной организации «Россия без пыток» Анатолий Малахов. Он сообщил, что Савченко содержится одна в четырёхместной камере, оборудованной горячим и холодным водоснабжением, и имеет всё необходимое. По словам Малахова, «она в хорошей физической форме, жалоб на содержание и отношение сотрудников у неё нет». Малахов также отметил, что Савченко отрицательно ответила на вопрос о том, били ли её в изоляторе.
16 июля к Савченко допустили украинского консула Геннадия Брескаленко. В соответствии с заявлением МИД Украины, «своим длительным промедлением в этом вопросе Россия грубо нарушила универсальные нормы международного права в сфере соблюдения прав и свобод человека, международно-правовые обязательства в соответствии с Венской конвенцией о консульских сношениях 1963 года».
По словам Надежды, пыток к ней на допросах не применяли. Однако она в течение 8 дней голодала, требуя встречи с консулом. По заявлению консула, «Савченко не имеет претензий к условиям её содержания, отношения к ней в СИЗО».

### Психиатрическая экспертиза
22 сентября 2014 года Надежду Савченко этапировали из воронежского СИЗО; позже адвокатам стало известно, что она находится в московском СИЗО-6. В этот же день Следственный комитет России официально подтвердил, что Савченко планируют отвезти на психиатрическую экспертизу в Москву. В ноябре судебно-психиатрическая экспертиза признала Савченко вменяемой, и она была переведена из Института Сербского в СИЗО.

### Мнения об юрисдикции
Украинские юристы считают, что за преступления, совершённые на территории Украины, граждане Украины подлежат привлечению к уголовной ответственности на основаниях и в порядке, предусмотренном Уголовным кодексом Украины, и расследование должно производиться правоохранительными органами Украины. Кроме того, статья 10 УК Украины предусматривает, что граждане Украины не могут быть выданы иностранному государству для привлечения к уголовной ответственности.
Российские юристы считают, что Часть 3 статьи 12 Уголовного кодекса Российской Федерации позволяет привлечь к уголовной ответственности на территории Российской Федерации иностранных граждан, совершивших преступление вне пределов Российской Федерации, в случаях, если преступление было направлено против интересов Российской Федерации либо гражданина Российской Федерации или постоянно проживающего в Российской Федерации лица без гражданства.
В Следственном комитете России создали спецподразделение по расследованию преступлений «международного характера против мирных граждан», которые совершены на территории Украины.

### Голодовка

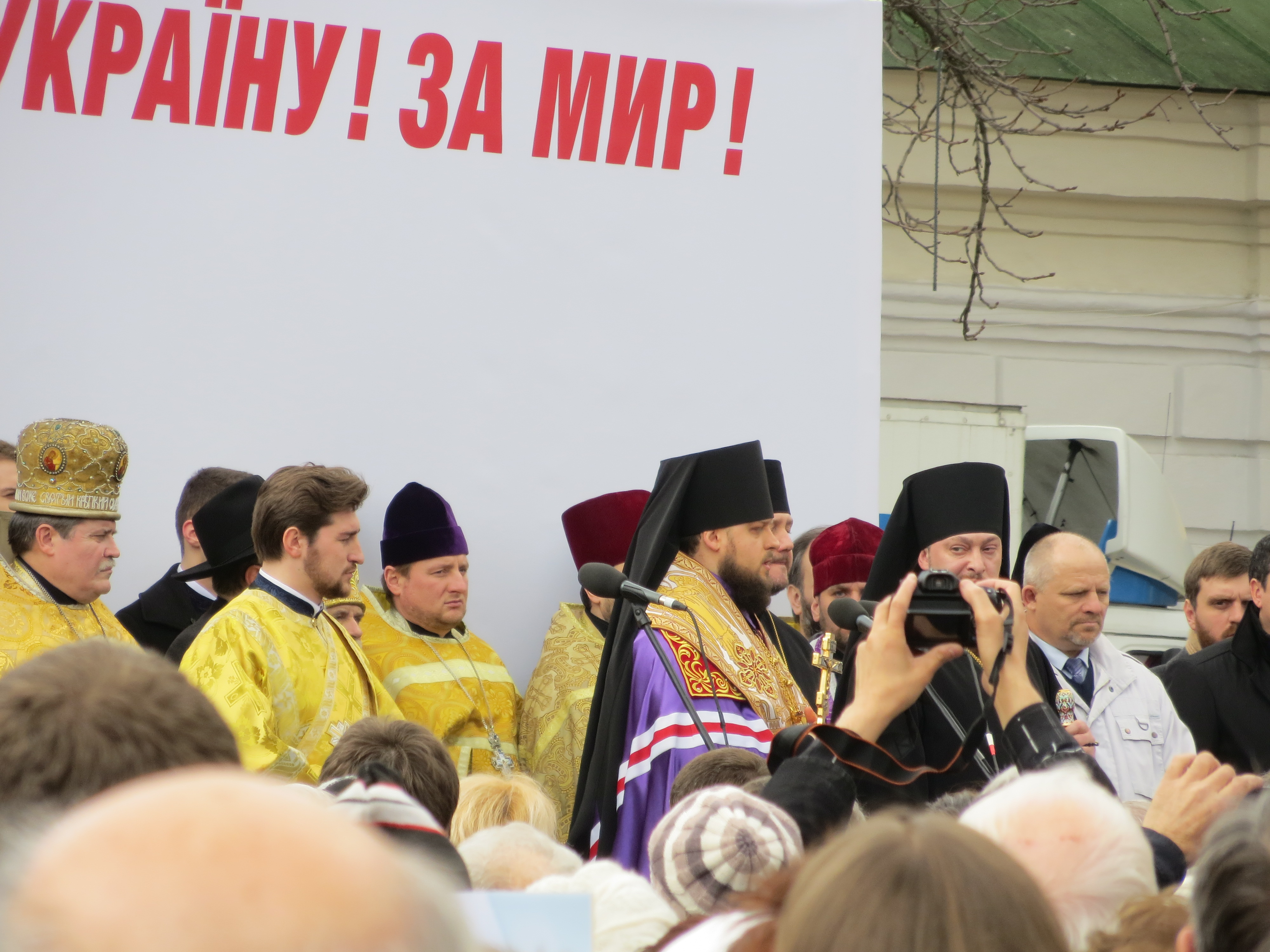
Молебен «За Надію! За Україну! За мир!». Киев, 1 марта 2015 года

13 декабря 2014 года Савченко объявила бессрочную голодовку, так как ей не оказывали медицинскую помощь по поводу воспаления уха; впоследствии решила продолжить голодовку, требуя своего освобождения из тюрьмы, хотя бы в виде изменения меры пресечения.
4 февраля 2015 года Надежду Савченко посетила в тюрьме её сестра Вера, которая затем заявила, что «результаты анализов Надежды неутешительные, меняется формула крови, ей капают аминокислоты». В этот же день депутат Европейского парламента от Литвы Пятрас Ауштрявичюс объявил голодовку в знак протеста против незаконного заключения Савченко. К нему присоединились депутаты из Испании, Польши и Чехии.
В начале февраля 2015 года в интервью сайту Михаила Ходорковского «Открытая Россия» Савченко сказала, что она не будет прекращать голодовку, даже если это будет грозить ей смертью. По поводу принудительного кормления она сказала: «Я напишу заявление главному врачу и начальнику СИЗО, что буду рассматривать принудительное кормление как пытку. Я умру тогда».
Для поддержания здоровья ей делали инъекции глюкозы, пока она не отказалась от них 19 февраля.
5 марта 2015 года Савченко частично прекратила голодовку. Причиной этого послужило резкое ухудшение состояния здоровья на протяжении последних четырёх дней голодовки. 14 марта Савченко посетили украинские врачи, которые откорректировали её диету и курс лекарств для выхода из голодовки. Уже 16 марта Савченко объявила о возобновлении голодовки. В конце апреля состоялся врачебный консилиум, по итогам которого принято решение о переводе Савченко в городскую клиническую больницу в связи с ухудшением здоровья.
Во время голодовки в СИЗО написала книгу «Сильное имя Надежда!», изданную в Киеве в 2015 году.
3 марта 2016 года Надежда Савченко снова объявила сухую голодовку до конца суда по причине отказа в возможности произнести последнее слово. Голодовка ею была прекращена 10 марта 2016 года, после получения фиктивного письма якобы от Петра Порошенко, оказавшегося впоследствии розыгрышем.
Говоря о голодовках, адвокаты Н. Савченко Н. Полозов и М. Фейгин пояснили, что под голодовкой подразумевается отказ от твёрдой пищи, а приём жидких витаминизированных смесей с аминокислотами и витаминами не прекращается. На уточняющий вопрос интервьюера «то есть выходит, Савченко не отказывается употреблять пищу, а отказывается употреблять пищу, которую ей предлагают в российском СИЗО. Так, выходит?» М. Фейгин ответил «Да, вашу пищу не ем».

### Обращения российских граждан с просьбами об освобождении Савченко

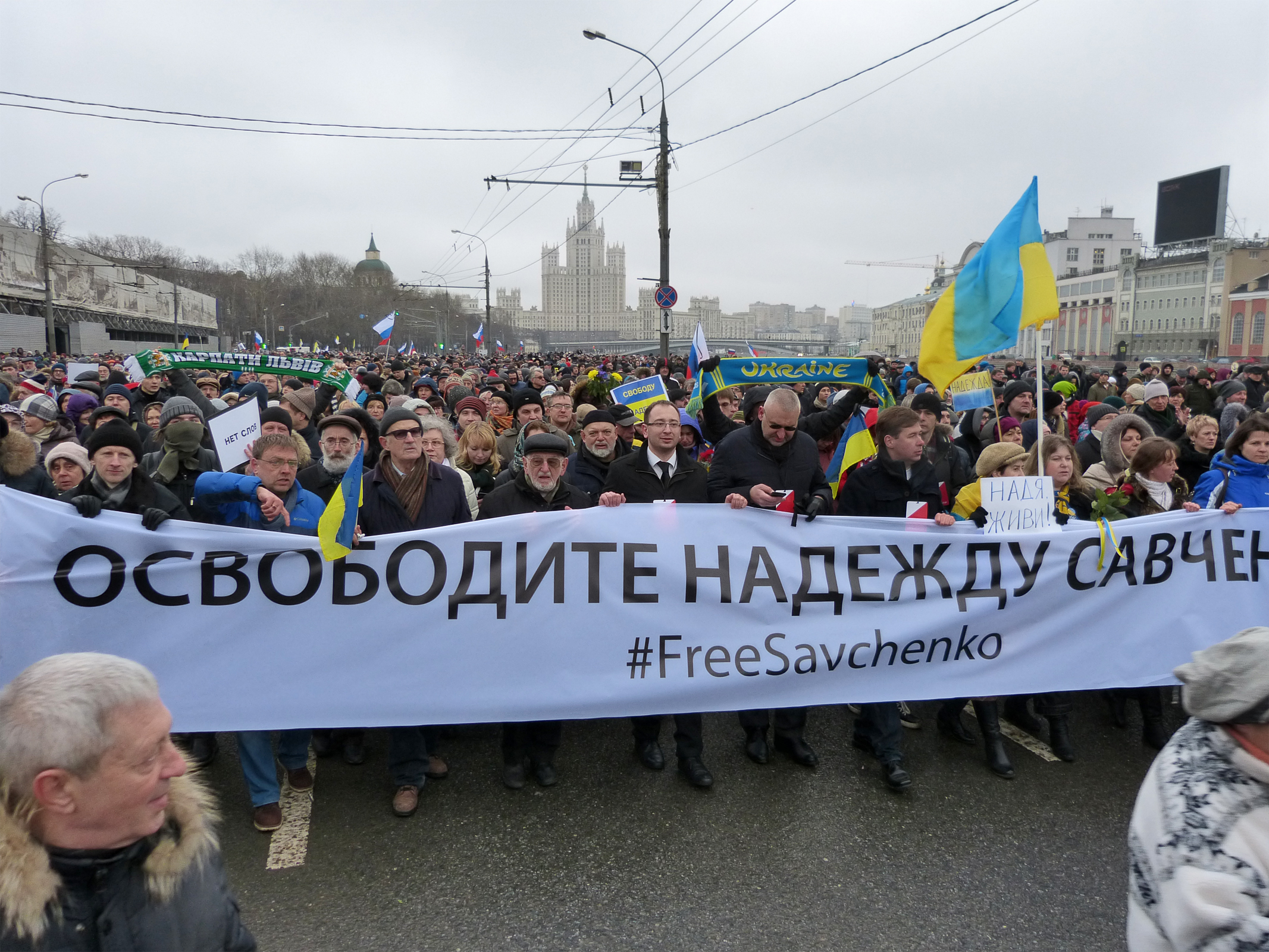
Лозунг с требованием освободить Надежду Савченко на шествии памяти Бориса Немцова. Москва, 1 марта 2015 года

9 февраля 2015 года российская «Новая газета» начала сбор подписей под обращением к Путину с требованием освободить Савченко из Лефортовской тюрьмы; 24 февраля письмо с более чем 11500 проверенными подписями было доставлено в администрацию президента РФ. Среди подписантов обращения — Людмила Улицкая, Зоя Светова, Мариэтта Чудакова, Светлана Ганнушкина, Екатерина Гордеева, Елена Гремина, Галина Ельшевская, Ольга Седакова, Наталья Мавлевич, Алёна Романова, Дмитрий Муратов, Ирина Прохорова, Елена Коренева, Наталья Синдеева, Божена Рынска, Елена Гришина, Ксения Собчак, Марина Вишневецкая, Виктор Васильев, Лев Рубинштейн, Владимир Войнович, Александр Гинзбург, Александр Архангельский, Евгений Асс, Виктор Шендерович, Филипп Дзядко, Гарри Бардин, Владимир Паперный, Сергей Зенкин, Георгий Ефремов, Наталия Соколовская, Аркадий Штыпель, Евгений Ермолин, Борис Жутовский, Игорь Иртеньев, Алла Боссарт, Владимир Мирзоев, Сергей Гандлевский.
Владимир Войнович в открытом письме Путину 25 февраля 2015 года написал, что «люди так устроены, что иногда смерть одного человека потрясает их больше, чем гибель сотен». С индивидуальным обращением к Путину по поводу Надежды Савченко 27 февраля выступил и правозащитник Лев Пономарёв.
27 февраля 2015 года Совет при Президенте Российской Федерации по развитию гражданского общества и правам человека по инициативе своего члена Елены Масюк направил обращение к председателю Следственного комитета Российской Федерации Александру Бастрыкину с просьбой о скорейшем рассмотрении вопроса об изменении меры пресечения для Надежды Савченко. 2 марта 2015 года члены Совета выступили с аналогичным обращением к Генеральному прокурору Российской Федерации Юрию Чайке.
7 марта 2016 года члены Русского ПЕН-центра, а также присоединившиеся к ним учёные, писатели, переводчики и журналисты распространили заявление с требованием признать несостоятельными итоги следствия и суд над Надеждой Савченко, в результате которого прокуратура РФ потребовала для неё «жестокого, несправедливого и неправосудного наказания». Также подписанты потребовали прекратить преследование Надежды Савченко: по их мнению, она должна быть признана военнопленной и включена в процесс обмена военнопленными в соответствии с Минскими соглашениями, подписанными Россией в феврале 2015 года.

### Международная реакция
10 сентября 2014 года международная неправительственная организация Amnesty International призвала российские власти освободить Савченко и Олега Сенцова, так как, по мнению организации, они были незаконно «вывезены с территории Украины, задержаны и помещены под стражу по сфабрикованным обвинениям».
27 января 2015 года Парламентская ассамблея Совета Европы (ПАСЕ) признала полномочия Надежды Савченко как члена Ассамблеи от Украины; с этого момента, согласно уставным документам Совета Европы, на Савченко был распространён международный иммунитет. В тот же день ПАСЕ приняла резолюцию, призвавшую власти России как члена Совета Европы освободить Надежду Савченко «в течение 24 часов или передать её третьей стороне». При этом глава делегации Российской Федерации Алексей Пушков заявил, что эти требования могут иметь смысл, только если «российская делегация останется в составе ПАСЕ».
9 февраля уполномоченный Верховной Рады Украины по правам человека Валерия Лутковская попросила Басманный суд отпустить Надежду Савченко и предложила себя в качестве поручителя.
13 февраля официальный представитель Государственного департамента США Дженнифер Псаки призвала Россию освободить украинскую лётчицу Надежду Савченко, которая, по её словам, является «заложником российских властей».
20 февраля представитель Управления Верховного комиссара ООН по правам человека Руперт Колвилл призвал российские власти немедленно освободить Надежду Савченко по гуманитарным соображениям.
7 июля 2015 года Общий комитет по демократии, правам человека и гуманитарным вопросам Парламентской ассамблеи Организации по безопасности и сотрудничеству в Европе (ПА ОБСЕ) в ходе своего заседания в Хельсинки принял резолюцию «Похищенные и незаконно задерживаемые в Российской Федерации украинские граждане», осудившую «похищение украинских граждан с территории Украины», в том числе Надежды Савченко, их «незаконное перемещение через украинско-российскую государственную границу и последующее задержание в Российской Федерации». По мнению этого комитета ПА ОБСЕ, Российская Федерация, отказываясь освободить Надежду Савченко, таким образом «игнорирует свои юридические обязательства по Генеральному соглашению о привилегиях и иммунитетах Совета Европы».
3 марта 2016 года официальный представитель Государственного департамента США Джон Кёрби заявил, что позиция Государственного департамента США остаётся неизменной — Надежда Савченко должна быть отпущена немедленно.
МИД РФ оценил заявления официальных лиц с требованием освободить Савченко, как прямое давление на суд с целью повлиять на его решение.
10 октября 2014 года организация «Мемориал» признала Надежду Савченко политзаключённой.

### Защита Савченко в Европейском суде по правам человека
10 июля 2014 года Министерство юстиции Украины обратилось в Совет Европы с просьбой признать Надежду Савченко заложником России и потребовать её выдачи.
15 июля Европейский суд по правам человека (ЕСПЧ) начал производство по делу Савченко. Делу был дан статус приоритетного. Президент ЕСПЧ обратился к правительству России с вопросами, как Савченко попала в российский следственный изолятор, почему ей не была предоставлена возможность встретиться с консулом Украины. Суд также обязал правительство России проинформировать об условиях содержания Савченко.
В феврале 2015 года адвокаты Савченко подали заявление в ЕСПЧ с просьбой срочно принять «предварительные меры» для рассмотрения её дела. В качестве третьей стороны в деле выступила Украина.

### Сообщения о возможном освобождении
Как утверждал в сентябре 2014 года тогдашний глава Службы безопасности Украины Валентин Наливайченко, Надежда Савченко, Олег Сенцов и заместитель председателя УНА-УНСО Николай Карпюк числились в списках задержанных граждан Украины, обмен которыми был предусмотрен после достижения Минских договорённостей. 27 октября адвокат Марк Фейгин сообщил, что суд продлил арест Савченко до февраля 2015 года.
Как полагают украинские обозреватели, во время зимней сессии ПАСЕ дело Савченко являлось аргументом переговоров о дальнейшем участии России в работе ПАСЕ. Как подчёркивали в секретариате ПАСЕ перед началом сессии, освобождение Савченко стало бы «хорошим проявлением доброй воли и вполне могло бы гарантировать россиянам подтверждение полномочий их делегации во время открытии зимней сессии ПАСЕ, а значит, и автоматическое возвращение им всех прав в Ассамблее». По данным «Европейской правды», 26 января 2015 года на заседании комитета ПАСЕ по вопросам миграции член российской делегации Игорь Морозов заявил, что российская сторона поддерживает освобождение Савченко. Как утверждает та же «Европейская правда», взамен российская сторона ожидала благоприятного разрешения ситуации с полномочиями российской делегации в ПАСЕ; однако после утверждения вопреки позиции Украины на заседании мониторингового комитета ПАСЕ проекта резолюции, предусматривавшего отмену санкций против российской делегации, россияне вновь отказались рассматривать вопрос об освобождении Савченко, что и повлияло на изменение позиции большинства членов Ассамблеи, поддержавших продление санкций. Член российской делегации председатель Государственной думы Сергей Нарышкин отрицает, что подобные кулуарные переговоры имели место, назвав эту информацию «вбросом украинской делегации».
7 февраля 2015 года Следственный комитет РФ отказался удовлетворить ходатайство защиты Савченко о прекращении уголовного преследования. 10 февраля Басманный суд Москвы продлил содержание Савченко под арестом до 13 мая. 25 февраля Мосгорсуд оставил без удовлетворения апелляционную жалобу адвокатов на её арест.

### Суд
В июле 2015 года Савченко была этапирована в Ростовскую область, как стало известно позже — в СИЗО-3 (женская тюрьма) города Новочеркасска. В связи с этим, до начала суда Савченко хотела составить завещание (но в СИЗО это ей не дали сделать), а также написала письмо Генеральному секретарю ООН Пан Ги Муну с просьбой обеспечить нормальные условия судебного разбирательства. Омбудсмен Украины Валерия Лутковская обратилась к властям России с просьбой о передаче дела Савченко в Москву: «Проведение судебного заседания по делу Савченко в Ростовской области угрожает жизни самой лётчицы и её родственников и коллег, которые хотели бы присутствовать во время судебного заседания из-за возможности провокаций и покушений на их жизнь».
30 июля 2015 года суд над Савченко был приостановлен до рассмотрения Ростовским областным судом ходатайства защиты насчёт перенесения суда в Москву. 21 августа суд Ростовской области отклонил ходатайство защиты Савченко о переносе рассмотрения дела в Москву, и судебное следствие по делу было возобновлено.
15 сентября 2015 года Донецкий городской суд Ростовской области (Россия) продлил арест Надежды Савченко до 15 марта 2016 года. Об этом написал в своём микроблоге Twitter её адвокат Марк Фейгин. «Савченко оставили под стражей», — сообщил он. Открытое судебное заседание по уголовному делу в отношении было назначено на 22 сентября.
5 октября 2015 года Ростовский областной суд (Россия) рассмотрел апелляцию и не изменил срок ареста Надежды Савченко. Апелляционное заседание было закрытым, а в зале присутствовали только судья, секретарь, адвокат, прокурор и переводчик.
17 декабря 2015 года Савченко объявила голодовку с 18 декабря до конца суда. По словам её адвоката Николая Полозова, «после приговора она объявит сухую голодовку. Её требование — освобождение».
2 марта 2016 года прокуратура запросила для Савченко 23 года колонии общего режима и 100 тысяч рублей штрафа.
21 марта 2016 года Донецкий городской суд Ростовской области признал Надежду Викторовну Савченко виновной в убийстве журналистов ВГТРК Игоря Корнелюка и Антона Волошина, в покушении на убийство мирных жителей и незаконном пересечении российской границы.
22 марта 2016 года суд приговорил Надежду Савченко к 22 годам лишения свободы в колонии общего режима и штрафу в размере 30 тысяч рублей. 5 апреля 2016 года приговор вступил в законную силу, после чего 6 апреля Надежда Савченко вновь начала протестную сухую голодовку.

### Освобождение

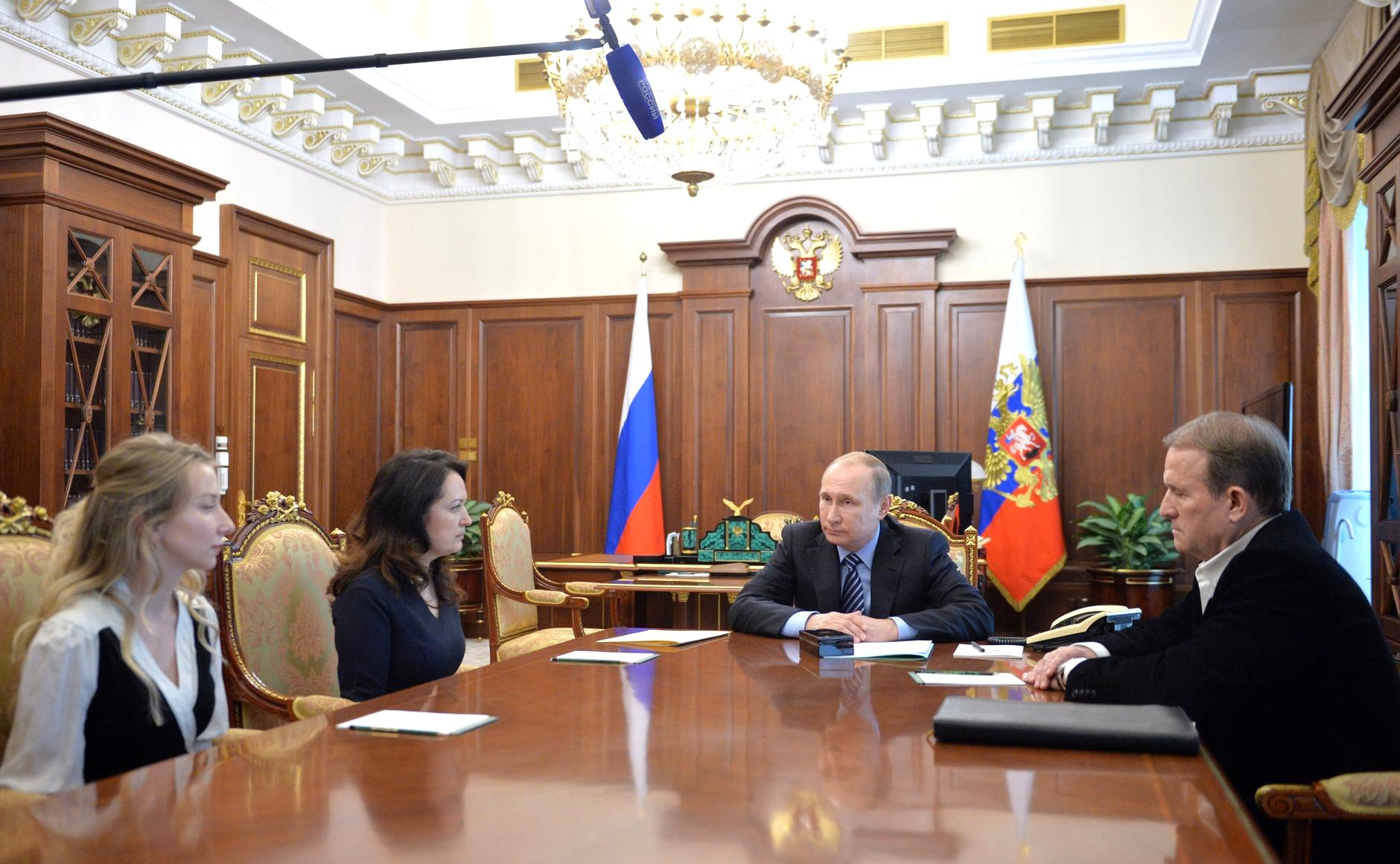
Перед подписанием указа о помиловании Савченко. Встреча Владимира Путина и Виктора Медведчука со вдовой Игоря Корнелюка и сестрой Антона Волошина. 25 мая 2016 года

30 июля 2015 года адвокат Савченко Марк Фейгин сказал, что спецслужбы России и Украины ведут переговоры о её обмене на задержанных в Донбассе граждан России Евгения Ерофеева и Александра Александрова. Ранее советник министра внутренних дел Антон Геращенко заявил, что Украина допускает возможность их обмена на Надежду Савченко и Олега Сенцова.
5 апреля 2016 года президент Украины Пётр Порошенко в телефонном разговоре с Надеждой Савченко сообщил ей, что принято решение о её обмене.
18 апреля вопрос о Надежде Савченко обсуждался в телефонном разговоре президента России Владимира Путина с президентом Украины Петром Порошенко.
27 апреля Савченко получила документы, необходимые для оформления её экстрадиции на Украину для продолжения отбытия наказания там. По словам адвоката, процесс экстрадиции мог бы занять до двух месяцев. Адвокат Марк Фейгин заявил, что в случае экстрадиции Савченко на Украину она не будет отбывать там назначенное ей наказание, так как обладает иммунитетом делегата ПАСЕ.
25 мая 2016 года была помилована указом президента России по просьбе родственников журналистов Игоря Корнелюка и Антона Волошина, погибших, как посчитал суд, в результате действий Савченко. В тот же день на президентском самолёте Петра Порошенко Савченко доставили из Ростова-на-Дону в аэропорт Борисполь (Киев).
Одновременно президент Украины помиловал российских граждан Александра Александрова и Евгения Ерофеева, осуждённых на Украине за «ведение агрессивной войны по предварительному сговору группой лиц, содействии деятельности террористической организации по предварительному сговору группы лиц […] осуществление теракта […] применение оружия для провокации военного конфликта по предварительному сговору группой лиц». В тот же день они прибыли из аэропорта Антонов (Киев) в спецтерминал аэропорта Внуково (Москва).

## Депутат Верховной рады Украины
14 сентября 2014 года съезд партии «Батькивщина» единогласно принял Савченко в ряды партии и выдвинул её в депутаты Верховной рады, отдав первое место в предвыборном списке на предстоящих выборах.
7 ноября 2014 года адвокат Савченко сообщил, что она написала заявление об увольнении из Вооружённых сил Украины в связи с тем, что она стала депутатом Верховной рады Украины.
19 ноября 2014 года ЦИК зарегистрировал Савченко народным депутатом, а 25 ноября она получила свидетельство народного депутата Украины.
Во время принятия присяги новым составом Верховной рады 27 ноября 2014 года на экране продемонстрировали текст присяги с подписью Надежды Савченко. Согласно части 3 статьи 14 Закона Украины «О регламенте Верховной рады», на заседании Верховной Рады кандидатом в депутаты зачитывается присяга, которая потом подписывается им лично.
25 декабря 2014 года Верховная рада включила Савченко в состав постоянной делегации Украины в ПАСЕ.
24 февраля 2015 года партия «Батькивщина» составила и опубликовала «список Савченко» — список лиц, причастных к похищению и удержанию лётчицы (по аналогии со «списком Магнитского»).
22 апреля 2015 года этот список был утверждён Верховной радой; украинские парламентарии рекомендовали СНБО ввести персональные санкции против лиц из списка.

### После освобождения

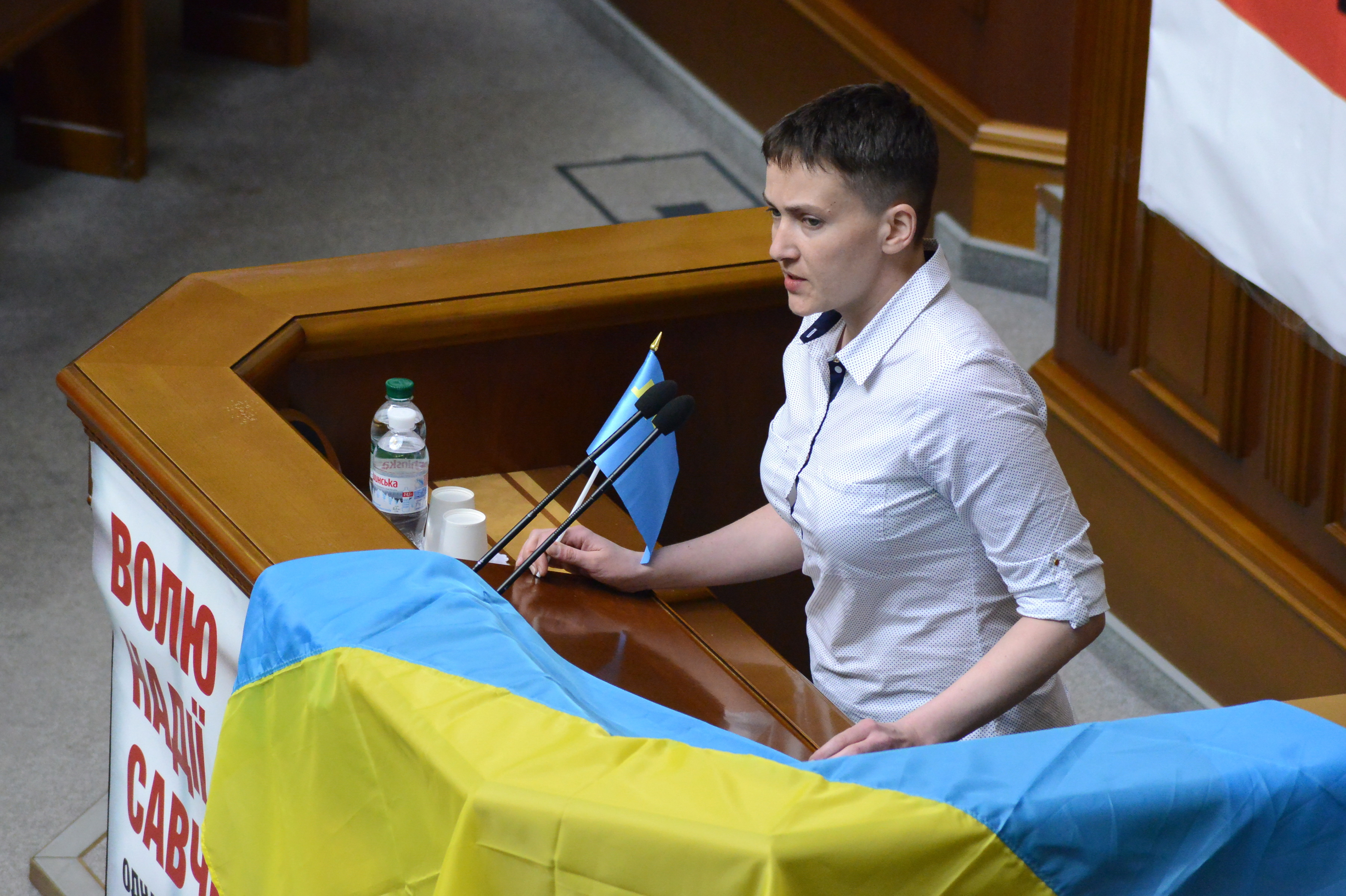
Надежда Савченко в Верховной Раде Украины, 26 мая 2016 года

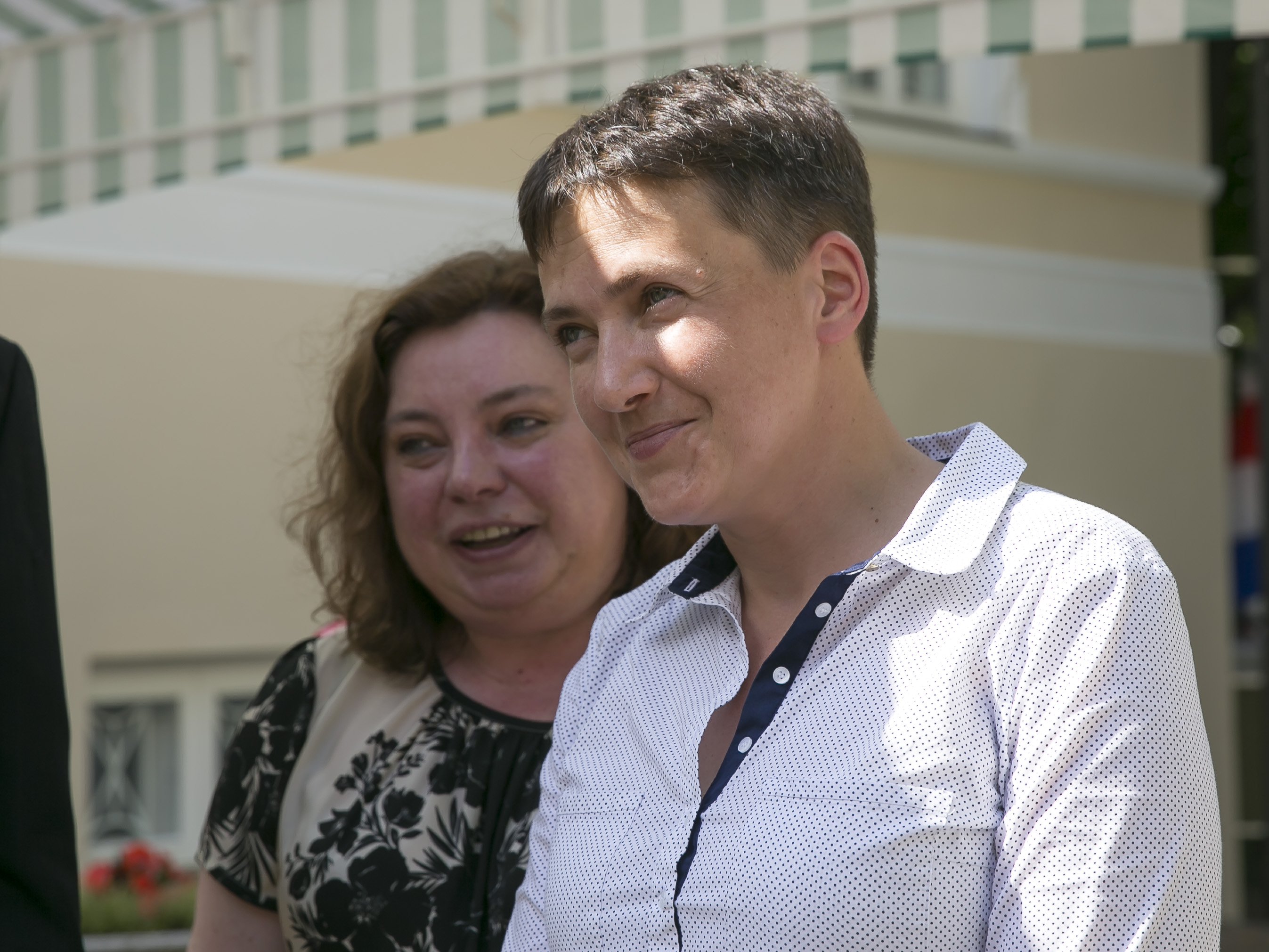
Надежда Савченко на встрече с зарубежными политиками, Киев, 1 июля 2016 года

27 мая 2016 года объявила о своей готовности стать президентом Украины.
7 июня 2016 года обнародовала свой план по возвращению Донбасса.
22 июня 2016 года заявила, что уверена в своей стопроцентной победе на президентских выборах, если они состоятся сегодня, а также считает украинское правительство и армию, не давших отпор России в Крыму, виновными в войне в Донбассе.
23 июля 2016 года заявила, что вынуждена стать Президентом Украины. При этом она не исключила переходного периода диктатуры «для того, чтобы вернуть эту власть народу и сделать так, чтобы больше никогда власть у народа не забрали».
В августе 2016 года обнародовала свой план нового государственного устройства Украины.
25 ноября 2016 года заявила о начале самостоятельной политической карьеры. «Я не буду входить в партию. Я становлюсь независимым политиком. Я открываю свой фонд», — сказала она.
13 декабря Савченко встретилась в Минске с лидерами самопровозглашённых ДНР и ЛНР Александром Захарченко и Игорем Плотницким. Обсуждались вопросы выполнения Минских соглашений и обмена пленными в формате «всех на всех». Это породило бурю возмущения со стороны президента Украины Петра Порошенко и ряда украинских политиков. Савченко была приглашена в Службу безопасности Украины для дачи свидетельских показаний в уголовном производстве, которое ведётся по факту деятельности ЛНР и ДНР как террористических организаций. За ведение самостоятельной, ни с кем не согласованной деятельности, 15 декабря Савченко исключили из рядов партии «Батькивщина».
21 декабря 2016 года исключена из украинской делегации в Парламентской ассамблее Совета Европы.
22 декабря 2016 года Надежду Савченко исключили из постоянной делегации Украины в ПАСЕ.
24 декабря 2016 года объявила о намерении создать оппозиционную партию под названием РУНА.
7 февраля 2017 года представители партии Руна объявили, что их партия расторгает сотрудничество с депутатом Савченко. Причина разрыва — разногласия в видении базовых идеологических и структурно-организационных основ.
16 февраля 2017 года Савченко как депутат Верховной рады Украины написала заявление с просьбой о снятии с неё депутатской неприкосновенности.
24 февраля 2017 года снова посетила Донецкую Народную Республику с гуманитарной миссией — проверила условия содержания украинских военнопленных и передала им посылки от родственников.
14 апреля 2017 года политическая партия «Наступ» изменила название на «Общественная платформа Надежды Савченко» и избрала депутата Верховной рады Украины Надежду Савченко (внефракционный депутат) своим председателем.
В июле 2017 года Савченко сделала заявление, что будет участвовать в выборах Президента Украины в 2019 году.
22 марта 2018 года Верховная рада лишила Надежду Савченко депутатской неприкосновенности, после чего она была задержана СБУ в здании Верховной рады. Больше года содержалась в СИЗО. По решению суда 16 апреля 2019 года освобождена из под стражи.
26 января 2019 года выдвинута кандидатом в президенты Украины на съезде партии «Общественно-политическая платформа Надежды Савченко».
15 апреля 2019 года Савченко заявила, что она намерена стать депутатом Верховной Рады Украины IX созыва. Баллотировалась по одномандатному округу в посёлке Зайцево Донецкой области, но за неё проголосовали только 1,20 % (8 человек).

### Президентская кампания 2019 года
26 января 2019 года Надежду Савченко выдвинули кандидатом в президенты Украины на съезде партии Общественно-политическая платформа Надежды Савченко.
7 февраля 2019 года Савченко было отказано в регистрации, поскольку она не внесла залог в 2,5 млн гривен, а также решение съезда Общественно-политической платформы Надежды Савченко о выдвижении её кандидатом на выборах президента не было заверено печатью.

## Работа на телевидении
В 2017—2018 годах вела программу «Субъективные итоги дня» на телеканале NewsOne. В сентябре 2019 года стала ведущей программы «Комментатор» и «Каждый из нас — Президент» на информационном телеканале ZIK.

## Уголовное преследование на территории Украины

Здание Верховной Рады Украины

15 марта 2018 года, в эфире телеканала «112 Украина», народный депутат Украины от «Народного фронта», советник министра внутренних дел Антон Геращенко сообщил, что Надежду Савченко подозревают в организации подготовки госпереворота на Украине и что она может иметь отношение к «делу Рубана». По словам Антона Геращенко, если подозрения в отношении неё подтвердятся, то президент Украины Пётр Порошенко примет решение о лишении её звания Героя Украины. В этот же день во время утреннего пленарного заседания Верховной Рады Украины генеральный прокурор Украины Юрий Луценко заявил, что Надежда Савченко подозревается в организации подготовки теракта в Верховной Раде. По словам генпрокурора, в ходе теракта планировалось уничтожить боевыми гранатами две ложи, обрушить купол Верховной Рады и автоматами добивать тех, кто выживет.
15 марта 2018 года Верховная Рада исключила Надежду Савченко из комитета Верховной Рады по национальной безопасности Украины «с целью недопущения разглашения информации, которая относится к государственной тайне». После своего исключения Савченко заявила, что Верховная Рада в очередной раз нарушила закон Украины, и обвинила действующую украинскую власть в преступлениях против Украины .
15 марта 2018 года во время брифинга перед допросом в СБУ, куда она была вызвана на допрос по «делу Рубана», Савченко объявила, что готова публично ответить на все имеющиеся вопросы, более того, сама предложила СБУ и Генеральной прокуратуре допросить её на полиграфе. Савченко отвергла озвученные обвинения в подготовке госпереворота, но сделала заявление, что подобные мысли есть у большинства украинцев: «Кто не думал взорвать Банковую или Верховную Раду? Мы что, живём в 1937 году, в сталинские времена, когда это [обсуждение] является преступлением? Об этом нельзя говорить на улице? У нас об этом не говорит только ленивый. Если мы хотим выжить в этой стране, нам нужна тотальная смена политической системы». Савченко назвала также абсурдной версию о том, что она действует в интересах России. В ответ на обвинения в причастности к делу Рубана Савченко предположила, что подобные обвинения появляются в связи с войной украинских спецслужб и поэтому «происходит слив страны изнутри».
22 марта 2018 года Верховная Рада лишила Савченко депутатской неприкосновенности, после чего она была задержана СБУ в здании Верховной Рады.
23 марта 2018 года Шевченковский районный суд Киева избрал меру пресечения Савченко в виде содержании под стражей на 59 суток до 20 мая. Прокурор Главной военной прокуратуры Александр Банник в своём ходатайстве заявил, что Савченко планировала покушения на высших руководителей Украины, в частности, президента Петра Порошенко, министра внутренних дел Арсена Авакова, секретаря СНБО Александра Турчинова и других. Савченко объявила голодовку.
16 апреля СБУ сообщила, что Надежда Савченко и Владимир Рубан отказываются свидетельствовать в деле о подготовке теракта.
Досудебное расследование было продлено до 6 месяцев.
14 мая 2018 года Савченко заявила, что написала письмо Владимиру Путину. По её словам, в письме содержится просьба о разблокировании обмена пленными.
2 августа 2018 года было объявлено о завершении досудебного расследования. На посвящённой этому пресс-конференции генеральный прокурор Украины Юрий Луценко отметил, что «очень трудно объяснить, особенно заграничным обозревателям, как человек, за которого полмира боролось, человек, награждённый самым высоким государственным знаком отличия, — стал врагом страны».
16 апреля 2019 года освобождена из-под стражи решением суда: истёк срок меры пресечения, и несмотря на требование прокурора, продлевать срок суд не стал.

## Награды
- Звание Герой Украины с вручением ордена «Золотая Звезда» (2 марта 2015) — за несокрушимость воли, гражданское мужество, жертвенное служение украинскому народу[226][227]
- Орден «За мужество» III степени (21 августа 2014[228]) — за личное мужество и героизм, проявленные в защите государственного суверенитета и территориальной целостности Украины, верность военной присяге, высокопрофессиональное исполнение служебного долга[229][230]
- Церковный орден святого великомученика Георгия Победоносца (Украинская православная церковь Киевского патриархата, 1 марта 2015)[231] — за борьбу со злом[232]
- Награда «За свободу» неправительственной организации Атлантический совет (2015)[233][234]
- Номинация на премию Европарламента имени Андрея Сахарова «За свободу мысли» (2015)[235]
- Премия «Світло справедливості» (2015)[236]
- Почётный гражданин Червонограда (27 августа 2015)[237].
- Международная награда Freedom Awards (2015)[238].
- Лауреат польской премии «Орёл» Яна Карского (2016) — за закалённый дух в борьбе за человеческое достоинство и гордость[239].
- Специальная премия «Я свободна!» Всеукраинской премии «Женщина III тысячелетия» (2015 год)[240][241].

## Комментарии
1. ↑  Надежда Савченко с января 2015 года является членом делегации Украины в ПАСЕ